# Kiruna (commune)
 (juillet 2017).
Si vous disposez d'ouvrages ou d'articles de référence ou si vous connaissez des sites web de qualité traitant du thème abordé ici, merci de compléter l'article en donnant les références utiles à sa vérifiabilité et en les liant à la section « Notes et références ».
La commune de Kiruna (en same Giron, en finnois Kiiruna ou Kieruna) est une commune de Suède dans le comté de Norrbotten. 23 254 personnes y vivent. Son siège se trouve à Kiruna.
La commune de Kiruna est la plus au nord et la plus étendue de Suède. Sa superficie est telle qu'elle est jusqu'à plus de huit fois plus grande que certains comtés du sud du pays. En réalité, sur les 21 comtés de Suède, seuls ceux de Västra Götaland, de Dalarna, de Jämtland, de Västernorrland et bien sûr de Norrbotten dont elle fait partie sont plus grands.
Cette commune du Norrland est nichée au cœur d’un paysage varié de forêts, landes, glaciers, toundra et hautes montagnes. Le pic Kebnekaise, le plus élevé de Suède, culmine à 2 111 mètres aux confins de son territoire.

## Politique
| Élections du 17 septembre 2006 au parlement de la commune de Kiruna | Votes  | %       | Sièges  |
| ------------------------------------------------------------------- | ------ | ------- | ------- |
| Parti social-démocrate (S)                                          | 4 759  | 34,36 % | 16 (+1) |
| Parti de Kiruna (Kirp)                                              | 3 500  | 25,27 % | 11 (-4) |
| Parti de gauche (V)                                                 | 1 411  | 10,19 % | 5 (-1)  |
| Norrbottens Sjukvårdsparti (NS)                                     | 1 237  | 8,93 %  | 4 (+4)  |
| Modérés (M)                                                         | 988    | 7,13 %  | 3 (-)   |
| Parti du centre (C)                                                 | 665    | 4,8 %   | 2 (-)   |
| Sámelistu (SL)                                                      | 535    | 3,86 %  | 2 (+2)  |
| Parti chrétien-démocrate (KD)                                       | 296    | 2,14 %  | 1 (-)   |
| Les Verts (Mp)                                                      | 260    | 1,88 %  | 1 (-1)  |
| Parti populaire libéral (Fl)                                        | 153    | 1,1 %   | 0 (-1)  |
| Total                                                               | 13 850 |         | 45      |
| Source: Val 2006                                                    |        |         |         |

## Localités principales
- Jukkasjärvi
- Karesuando
- Kiruna
- Kuttainen
- Svappavaara
- Vittangi

## Autres localités et villages
| - Abisko - Idivuoma - Jostojärvi - Kaalasjärvi - Kattuvuoma - Kauppinen - Kuoksu - Kurravaara - Lainio - Lannavaara - Laukuluspa - Masugnsbyn - Merasjärvi - Mertajärvi - Nedre Soppero | - Nurmasuando - Närvä - Övre Soppero - Paittasjärvi - Paksuniemi - Parakka - Puoltsa - Piilijärvi - Riksgränsen - Saivomuotka - Salmi - Sevujärvi - Tuolpukka - Vittangijärvi - Vivungi |